# Christian Picker
Christian Picker (* 20. November 1978 in Bonn) ist ein deutscher Rechtswissenschaftler und Professor an der Eberhard Karls Universität Tübingen.

## Leben
Nach dem Abitur 1998 am Uhland-Gymnasium Tübingen leistete er von 1998 bis 1999 den Zivildienst an einer Sonderschule für Kinder und Jugendliche mit geistiger Behinderung in Tübingen. Von 1999 bis 2005 studierte er Rechtswissenschaften an der Albert-Ludwigs-Universität Freiburg und an der University of Aberdeen. 2000 wurde er in die Studienstiftung des deutschen Volkes aufgenommen. 2002 erwarb er das Diploma in Legal Studies (University of Aberdeen). 2005 legte er das Erste Juristische Staatsexamen an der Albert-Ludwigs-Universität Freiburg ab. Von 2005 bis 2007 absolvierte er das Referendariat am Landgericht Freiburg. 2007 legte er das Zweite Juristische Staatsexamen in Stuttgart ab. Von 2008 bis 2010 war er Justiziar in der Personalabteilung am Universitätsklinikum Freiburg und wissenschaftlicher Angestellter an der Forschungsstelle für Hochschularbeitsrecht bei Manfred Löwisch; Lehrbeauftragter an der Albert-Ludwigs-Universität, der VWA Freiburg und der PH Freiburg. Von 2008 bis 2010 war er Promotionsstipendiat der Studienstiftung des deutschen Volkes. Nach der Promotion 2011 zum Dr. iur. durch die Rechtswissenschaftliche Fakultät der Albert-Ludwigs-Universität mit dem Thema Die betriebliche Übung war er von 2011 bis 2013 wissenschaftlicher Assistent am Lehrstuhl für Bürgerliches Recht und Arbeitsrecht bei Volker Rieble. Von 2011 bis 2017 war er Lehrbeauftragter an der Ludwig-Maximilians-Universität München und an der VWA München. Von 2013 bis 2017 war er Stipendiat und Habilitand an der Ludwig-Maximilians-Universität München. Er wurde 2017 durch die Juristische Fakultät der Ludwig-Maximilians-Universität München mit seiner Schrift Genossenschaftsidee und Governance habilitiert und erhielt die Lehrbefähigung für die Fächer Bürgerliches Recht, Arbeitsrecht, Handels- und Gesellschaftsrecht. Von 2017 bis 2018 vertrat er den Lehrstuhl für Bürgerliches Recht, Arbeitsrecht, Unternehmensrecht und Rechtstheorie an der Universität Konstanz. Von 2018 bis 2023 war er Inhaber dieses Lehrstuhls. 2023 nahm er einen Ruf an die Eberhard Karls Universität Tübingen auf den Lehrstuhl für Bürgerliches Recht und Arbeitsrecht an.
Picker ist Mitherausgeber der Online-Fachzeitschrift „Ordnung der Wissenschaft“ (OdW). Picker ist Mitglied der Alumni der Studienstiftung e.V., der Vereinigung der Arbeitsrechtslehrer, der Zivilrechtslehrervereinigung e. V., der Internationalen Gesellschaft für das Recht der Arbeit und der sozialen Sicherheit (IGRASS), der Deutsch-Chinesischen Gesellschaft für Arbeitsrecht e.V. sowie im Deutschen Hochschulverband (DHV). Seit 2021 ist Picker Mitglied im Netzwerk Wissenschaftsfreiheit.
Sein Vater ist der Rechtswissenschaftler Eduard Picker.

## Schriften (Auswahl)
- Die betriebliche Übung. Tübingen 2011, ISBN 3-16-150989-7.
- als Herausgeber mit Clemens Latzel: Neue Arbeitswelt. Tübingen 2014, ISBN 978-3-16-153209-2.
- Genossenschaftsidee und Governance. Tübingen 2019, ISBN 3-16-156567-3.